# 伊琳娜·科穆宁娜·巴列奥略
伊琳娜·科穆宁娜·巴列奥略（希臘語：Εἰρήνη Κομνηνή Παλαιολογίνα；约1218-1284年），1261年进入修院后取名优洛基阿（Εὐλογία），是拜占庭皇帝米海尔八世（1261-1282年在位）的长姐。他原本与弟弟关系亲近，但是后来因为她反对1273年的教会联合而与米海尔八世闹翻，甚至还勾结外国君主阴谋对付弟弟，因而她被流放囚禁，直到弟弟去世。之后，她还曾劝说安德洛尼卡二世放弃教会联合政策。

## 生平

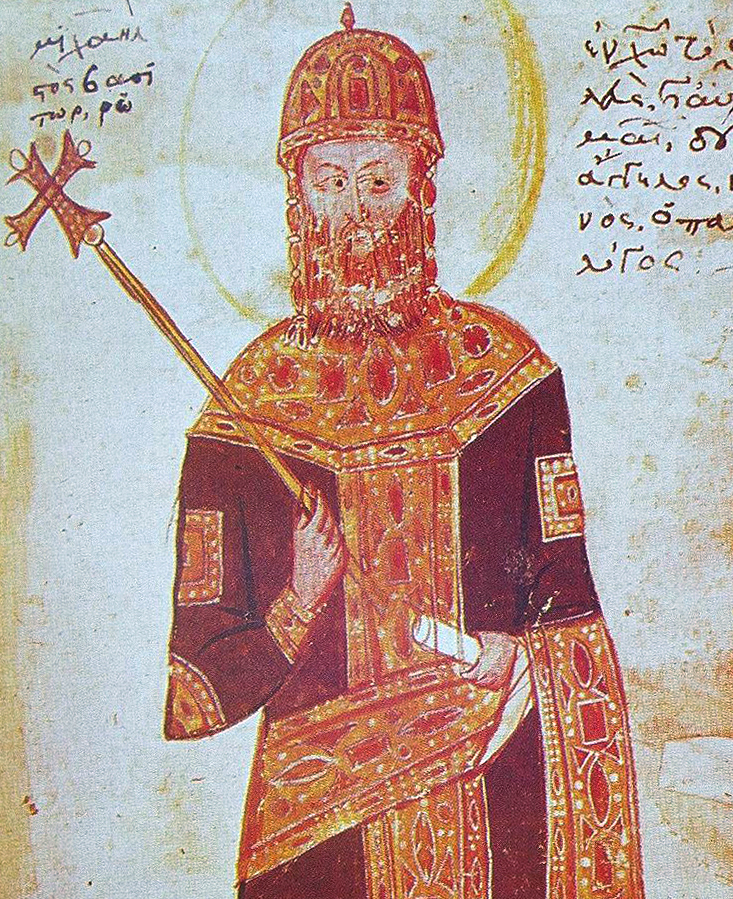
伊琳娜的弟弟，拜占庭皇帝米海尔八世

伊琳娜生于约1218年，是“大家内官”安德洛尼卡·巴列奥略与狄奥多拉·安格利娜·巴列奥略的第二个孩子。1240年左右，她嫁给了约翰·坎塔库泽诺斯·科穆宁·安格洛斯，她的丈夫大约1257年去世。丈夫死后，她出家为修女，法名为优洛基阿（Εὐλογία），她出家的具体时间未知，但可以确定她在1261年已经成了修女。
伊琳娜与她的弟弟，后来成为皇帝的米海尔八世比较亲近，并因此获得了较大的权势。据史家乔治·帕希梅莱斯的记载，她向弟弟保证他将成为自拉丁帝国手中收复君士坦丁堡的皇帝，以哄他入睡，1261年告诉弟弟君士坦丁堡真正被收复的消息的也是她。
帕希梅莱斯也记载了她在政治事务中扮演的角色，在如何处置名义上的小皇帝约翰四世的问题上，她敦促弟弟彻底让他边缘化，以保证米海尔的儿子安德洛尼卡二世的地位，结果约翰四十最终被致盲。她也在将领约翰·马克雷诺斯（John Makrenos）的失宠与最终被致盲的事情中发挥了作用。 1268/69年，她的女儿玛利亚嫁给了保加利亚沙皇君士坦丁·提赫，使她的政治影响力进一步增加。
但是后来她拒绝接受米海尔八世力主推动的1273年教会联合，并成为宫廷中反对教会联合派系的领袖。她与弟弟的关系也走向敌对，米海尔把她放逐到尼科米底亚湾的格雷戈里堡垒，即使在米海尔死后，伊琳娜的敌意仍没有消失，她禁止弟弟的遗孀狄奥多拉为他祈冥福。伊琳娜也曾试图以政治手段反对教会联合，通过女儿煽动女婿反对米海尔，甚至尝试让保加利亚与马穆鲁克苏丹国结成反拜占庭的同盟。
1282年米海尔去世后，安德洛尼卡二世放弃了教会联合的政策，部分原因是受到了姑姑的影响。伊琳娜于1284年12月初去世。

## 家庭
唐纳德·尼科尔认为她的丈夫约翰·坎塔库泽诺斯·科穆宁·安格洛斯就是同一时期拥有“斟酒人”头衔的约翰·坎塔库泽诺斯。这对夫妻已知的孩子有五个：
- 狄奥多拉（英语：Theodora Palaiologina (Byzantine empress)），先后嫁给乔治·穆扎隆（英语：George Mouzalon）与约翰·拉乌尔·佩特拉利法斯（英语：John Raoul Petraliphas）
- 玛利亚（英语：Maria Palaiologina Kantakouzene），嫁给保加利亚沙皇君士坦丁·提赫
- 安娜·巴列奥略·坎塔库泽内（英语：Anna Palaiologina Kantakouzene），嫁给伊庇鲁斯君主尼基弗鲁斯一世·科穆宁·杜卡斯（英语：Nikephoros I Komnenos Doukas）
- 优格尼阿（Eugenia），嫁给西尔吉安内斯（Syrgiannes），是西尔吉安内斯·巴列奥略（英语：Syrgiannes Palaiologos）的母亲
- 可能另有一个女儿，嫁给狄奥多尔·穆扎隆

## 引用
1. ↑  Kazhdan 1991，第1557–1560頁.
2. ↑  Cheynet & Vannier 1986，第178頁.
3. 1 2 3 4 5 6 7 8 9  Radic 2002.
4. 1 2 3 4 5 6 7 8 9 10  PLP，21360. Παλαιολογίνα, Εἰρήνη Κομνηνή.
5. 1 2  Macrides 2007，第380 (note 2)頁.
6. ↑  Nicol 1968，第14頁.
7. ↑  Nicol 1968，第15頁.